# Sac de Batouryn
 (janvier 2024).
Si vous disposez d'ouvrages ou d'articles de référence ou si vous connaissez des sites web de qualité traitant du thème abordé ici, merci de compléter l'article en donnant les références utiles à sa vérifiabilité et en les liant à la section « Notes et références ».
Le sac de Batouryn, ou massacre de Batouryn (Батуринська різанина en ukrainien), désigne le massacre des habitants de la ville de Batouryn (Ukraine) le 2 novembre 1708, par les troupes russes sous le commandement d'Alexandre Danilovitch Menchikov durant la Grande Guerre du Nord.

## Contexte
La ville était alors la capitale de l'Hetmanat cosaque, allié aux Suédois. 

## Impact
Selon les différentes sources, entre 9000 et 15 000 civils auraient été tués.

Peinture d'Andrii Ivakhnenko, 2000
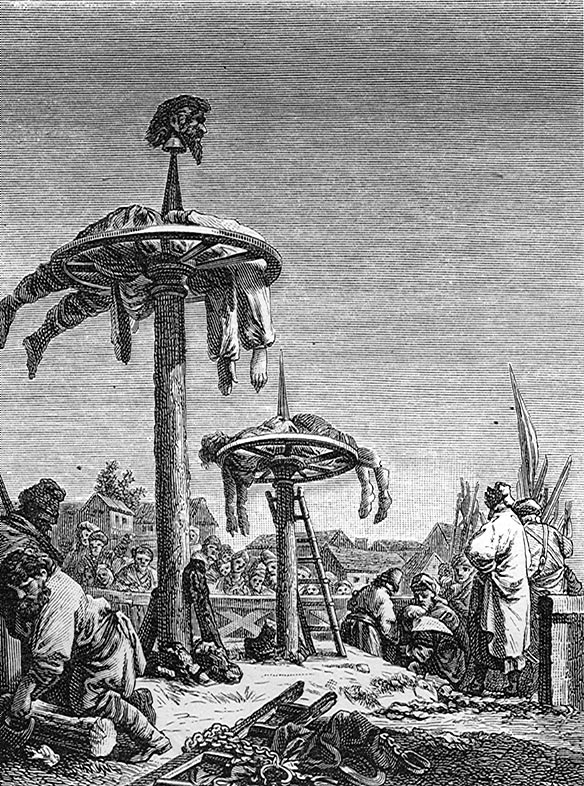
Exécution par wheeling, qui était appliquée aux Cosaques et aux civille habitants, gravure russe du XVIIIe siècle
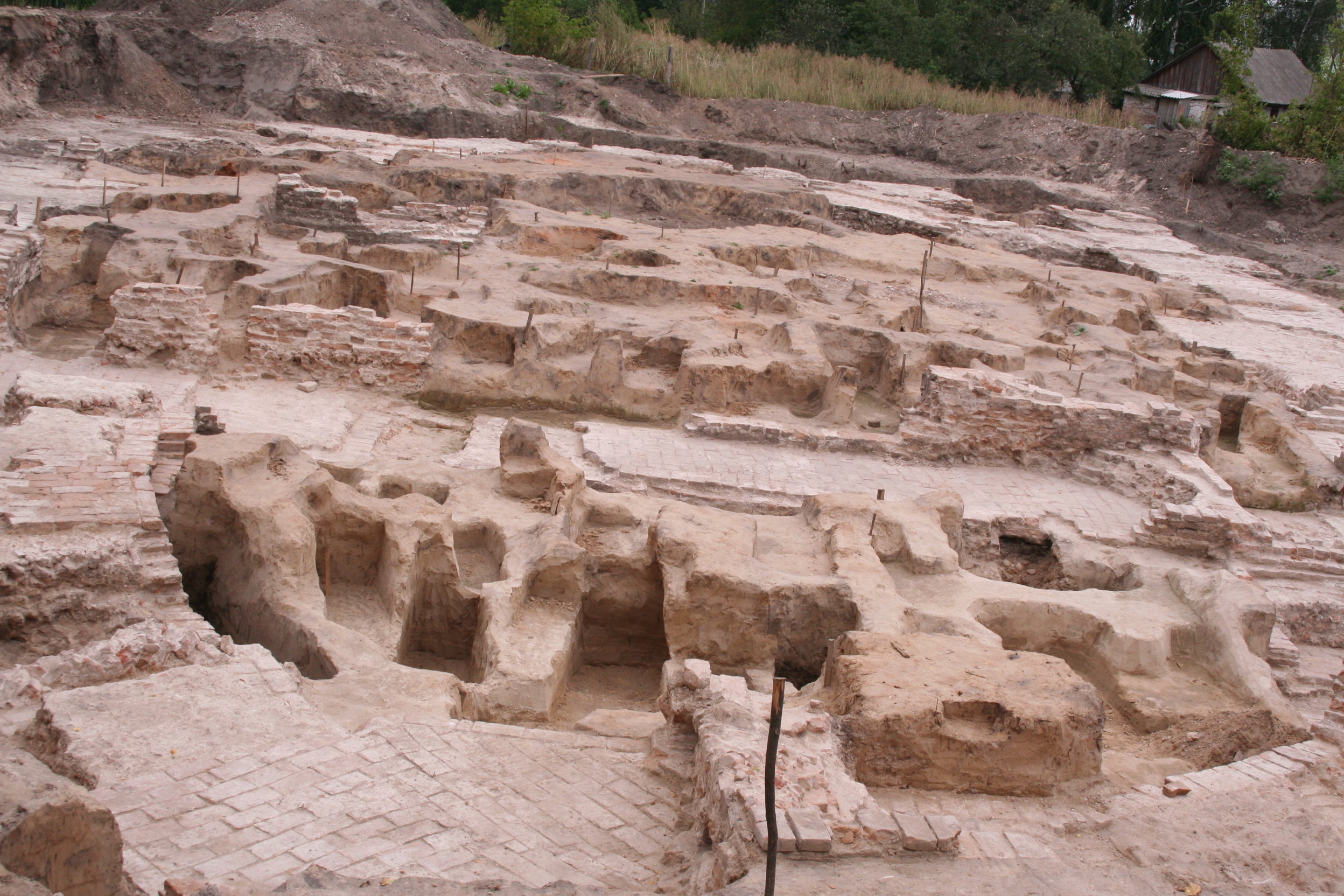
Fouilles auxquelles ont participé des scientifiques canadiens